# Hemoliza
Hemoliza je raztrganje, raztapljanje ali razpadanje eritrocitov ob navzočnosti komplementa zaradi vezanja protiteles s pasivnim antigenom, molekularnih okvar membrane ali encimskih motenj in posledična sprostitev njihove citoplazme ter hemoglobina v okoliško tekočino (npr. krvno plazmo). Je eden izmed najpogostejših razlogov za zavrnitev vzorcev v laboratoriju. Hemoliza se lahko zgodi zaradi več različnih razlogov, kot so nepravilno zbiranje, ravnanje z vzorcem in transport.